# Melanagromyza specifica
Melanagromyza specifica är en tvåvingeart som beskrevs av Spencer 1963. Melanagromyza specifica ingår i släktet Melanagromyza och familjen minerarflugor. Inga underarter finns listade i Catalogue of Life.